# Angerville-Bailleul
Angerville-Bailleul är en kommun i departementet Seine-Maritime i regionen Normandie i norra Frankrike. Kommunen ligger i kantonen Goderville som tillhör arrondissementet Le Havre. År 2022 hade Angerville-Bailleul 184 invånare.

## Befolkningsutveckling
Antalet invånare i kommunen Angerville-Bailleul
| Referens: INSEE |